# Treriksröset

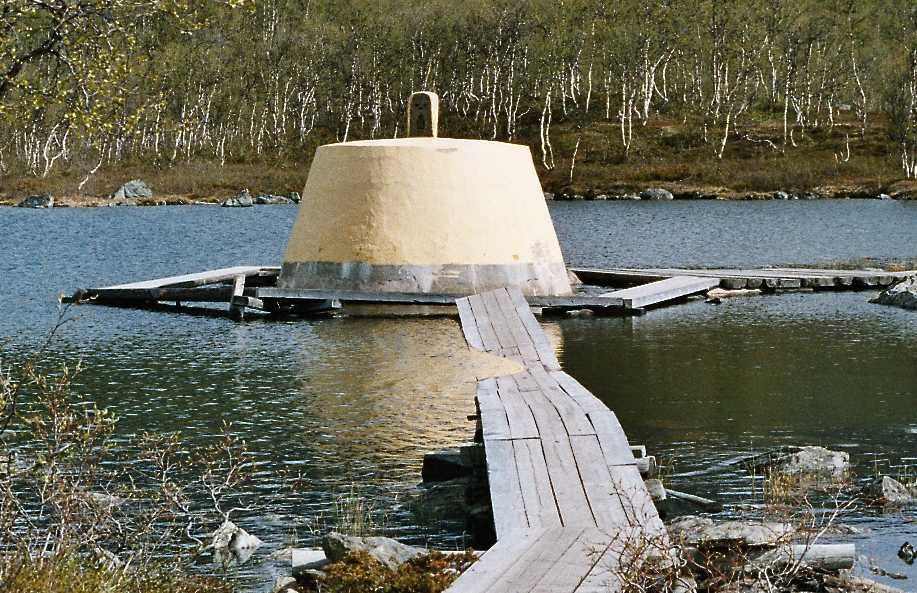
Treriksröset

Treriksröset (schwedisch), Treriksrøysa (norwegisch), Kolmen valtakunnan rajapyykki (finnisch) oder Golmma riikka urna (nordsamisch) (wörtlich übersetzt: Drei-Reiche-Grenzmal) ist das Dreiländereck von Schweden, Norwegen und Finnland.
Die Geschichte dieses Dreiländerpunktes, des nördlichsten Dreiländerecks Europas und weltweit, war historisch sehr wechselhaft und zeitweise unterbrochen. Sie beginnt im 18. Jahrhundert zwischen Dänemark, Russland und Schweden am sumpfigen, wechselhaften Südostufer des Goldajärvi-Sees. Durch die Eroberung durch die Schweden, die Unabhängigkeit Norwegens und die Unabhängigkeit Finnlands änderte sich die Konstellation mehrmals.
Das heutige Grenzmal wurde 1926 im Golddajári-See errichtet. Aktuell sieht man eine künstliche kleine Halbinsel in Ufernähe mit einem auf einem Steg umrundbaren Betonklotz in Form eines gelb angestrichenen Kegelstumpfes. Oben ist ein Stein aufgesetzt, der durch Namen und Wappen auf die Anrainer hinweist.
1897 gab es bereits einen Vorläufer, der von den damaligen Regierungen von Norwegen und Russland errichtet worden war. Die schwedische Regierung wollte diese Grenzmarke mit Norwegen anfänglich nicht anerkennen und fügte ihr Grenzmal erst 1901 hinzu. Treriksröset liegt auf schwedischer Seite in der Gemeinde Kiruna und ist der nördlichste Punkt Schwedens und zugleich der westlichste Punkt des finnischen Festlands. Der Abstand zwischen Treriksröset und Smygehuk, Schwedens südlichstem Punkt, beträgt 1572 Kilometer.